# Етал
Етал (фр. Etalle) је насељено место у Француској у региону Шампањ-Арден, у департману Ардени.
По подацима из 2011. године у општини је живело 97 становника, а густина насељености је износила 21,85 становника/km².

## Демографија
| 1962. | 1968. | 1975. | 1982. | 1990. | 2011. |
| ----- | ----- | ----- | ----- | ----- | ----- |
| 123   | 115   | 105   | 89    | 81    | 97    |